# NGC 7557
NGC 7557 este o galaxie situată în constelația Peștii. A fost descoperită în 16 septembrie 1852 de către William Parsons, 3rd Earl of Rosse⁠(d). Se află la o distanță de 51,3 de megaparseci de Pământ.